# Videomusic
Videomusic è stata un'emittente televisiva privata italiana. Fu una delle primissime emittenti europee tematiche, oltre a Music Box, a basare il proprio palinsesto su trasmissioni a carattere musicale, da videoclip a interi programmi.
La sede dell'emittente si trovava presso il centro produzioni televisive Il Ciocco a Castelvecchio Pascoli, frazione di Barga, Lucca; oggi il centro è stato soppiantato da un hotel.

## Storia

### La nascita
Videomusic nacque il 2 aprile 1984, in piena notte, sulle frequenze di Elefante TV, a sua volta evoluzione di TVS Telexpress, dal centro di produzione all'interno del complesso "Il Ciocco". All'idea di una rete tematica musicale contribuirono molte persone, in primis Marialina Marcucci e Pier Luigi Stefani, ma anche Guelfo Marcucci (padre di Marialina e presidente della rete), l'avvocato Michele Lo Foco (l'ideatore della formula della rete), il produttore Ciro Dammicco, che diventò direttore artistico della rete, e il produttore Daniele Baima Besquet.
Il videoclip che inaugurò le trasmissioni fu quello di All Night Long (All Night) di Lionel Richie. In realtà le prime trasmissioni sperimentali del canale erano iniziate nel gennaio dello stesso anno.
Il logo, una piccola scritta "video" su una "M" verde, fu ideato e disegnato da Graziano Gregori.

### La programmazione
I primi videoclip trasmessi furono Club Tropicana degli Wham!, Radio Ga Ga dei Queen, Soul Kissing di David Knopfler, Yah Mo B-There di James Ingram e Michael McDonald, Don't Cry degli Asia e Rock the Casbah dei Clash.
Nell'aprile 1984 l'emittente, diretta da Pier Luigi Stefani, dedicò totalmente i propri sforzi ai programmi musicali con recensioni, interviste, videoclip, concerti, informazioni sulla musica e il mondo giovanile 24 ore su 24. Inizialmente i DJ erano quattro: Rick Hutton, Clive Griffiths, Johnny Parker e Tiziana Cappetti. Successivamente arrivarono Claudio De Tommasi, Antonella Monetti, Elisa Jane Satta, Attilio Grilloni e molti altri volti, noti e meno noti, fra cui Lorenzo Scoles, che debuttò con la striscia comica Lo sconosciuto.
Il canale ebbe da subito un grande successo di pubblico tra i ragazzi. La rotazione dei video avveniva durante tutto l'arco della giornata all'interno di vari programmi, fra i quali On the Air, condotto a rotazione, tra gli altri, da Gianfranco Monti e Marco Baldini. On the Air era strutturato come un omologo radiofonico: dei conduttori si udivano solo le voci, mentre i clip musicali sostituivano i brani solo audio delle radio.
Molte trasmissioni divennero programmi di culto: Hot Line, condotto a rotazione da Marie Moniquette delle Lorimeri, Johnny Parker, Rick Hutton, Clive Griffiths, Elisa Satta, Claudio De Tommasi e, in seguito, anche da Attilio Grilloni; Heavy con Kleever, dedicato all'hard rock e all'heavy metal, nel quale Clive vestiva i panni del metallaro Kleever; Blue Night e Moka Choc, programmi di tendenza e contenitori culturali notturni, il primo condotto per un anno da Julia Jones e in seguito da Clare Ann Matz, il secondo da Larry Bolognesi; Segnali di fumo e Crazy Time, con Rick Hutton e Clive Griffiths, contenente degli sketch e la rubrica Telemontepecora; Rock Revolution, presentato da Mixo, sulla storia della musica anni Sessanta-Ottanta, realizzato con materiale d'archivio di reti televisive estere, soprattutto britanniche e statunitensi; Print, programma dedicato alla letteratura; Caos time, con Marco Mazzoli; Metropolis, un viaggio nella cultura delle maggiori città europee e americane e nei libri; Zona Mito, contenitore di video musicali degli anni precedenti, con Paola Rota; Jazz X, con Giuska Ursini.
Monti, affiancato da Alberto Lorenzini, fu anche autore e conduttore di Le ombre, poi divenuto Radio Lab (1991-1993), che andava in onda ogni sabato dalla mattina al primo pomeriggio, simile nel formato a On the Air, tranne per il fatto che in video comparivano le sagome scure dei corpi dei due presentatori. All'interno di Radio Lab, oltre alle interviste telefoniche a personaggi più o meno noti, come addetti ai lavori del settore musicale, giornalisti, ma anche persone comuni, venivano mandati in onda messaggi lasciati dai telespettatori sulla segreteria telefonica della redazione. La trasmissione conteneva anche la rubrica La Scheda di Massimo Riserbo, un intervento solo audio accompagnato da un filmato con immagini in tema, da parte di Giancarlo Trombetti, critico musicale e responsabile del palinsesto della rete, sotto pseudonimo per avere maggiore libertà di commentare, anche con toni polemici e graffianti, un argomento specifico per ogni puntata.
Video della settimana era il titolo della rubrica che dal lunedì alla domenica successiva mandava in onda, più volte nell'arco delle 24 ore, un filmato promozionale, ogni settimana diverso, di un artista o di un gruppo musicale internazionale, del quale si trattava in particolar modo la nuova uscita discografica considerata un evento musicale, che anticipasse o meno l'uscita di un nuovo album; il corrispettivo per la musica nazionale era Made in Italy.
Nacque nel 1991 il VM Giornale, diretto prima da Daniela Brancati e poi da Tana De Zulueta, realizzato e trasmesso da Roma, primo telegiornale per i giovani, che dedicava grande spazio alla musica, al cinema, all'ecologia e al lavoro: il tradizionale "Buongiorno" era sostituito dal più informale "Ciao". Fra i giornalisti che qui iniziarono a lavorare ci furono anche Damiano Ficoneri e Alessandra Sardoni.
Sempre nel 1991, Videomusic fu tra le primissime emittenti nazionali private italiane ad attivare un proprio servizio di teletext: il MusicFax.
Videomusic divenne famosa anche per le riprese dal vivo dei concerti dei più grandi artisti rock in tournée in Italia, da David Bowie e Jethro Tull agli Iron Maiden, fino agli italiani di maggiore rilievo come Francesco De Gregori, Enrico Ruggeri e Ivano Fossati. Molti concerti furono poi pubblicati in home video e divennero in seguito oggetti di culto. Uno degli esempi più noti è il Live in Rome dei Nirvana, un DVD molto popolare fra i fan dei suddetti. La regia dal vivo dei concerti, diretta prima da Ruggero Montingelli, poi da Gabriele Cazzola e infine da Leonardo Conti, iniziò a far scuola in Italia partendo proprio da Videomusic.

### L'acquisto da parte di Cecchi Gori e la chiusura
Il 3 marzo 1995 Vittorio Cecchi Gori acquistò Beta Television (quindi Videomusic) dalla famiglia Marcucci. Il palinsesto divenne più generalista, lasciando spazio anche allo sport, a film e telefilm. I programmi venivano allora realizzati tra Roma e Firenze, ma per i programmi musicali la sede continuava a essere ancora il capoluogo toscano. Nel giugno 1996 il palinsesto di Videomusic venne ridotto a metà giornata per dedicare il resto a una nuova TV, TMC 2, rete consorella di TMC. Questo nuovo canale ebbe una programmazione che proponeva principalmente sport e cinema. Nell'estate 1997 il logo di Videomusic sparì completamente dai teleschermi per far posto definitivamente a TMC 2, anche se la programmazione musicale riacquistò più spazio col passare degli anni. Nel 2000 si pensò di ripristinarlo, ma ciò non si realizzò perché il canale fu acquistato da Telecom Italia Media. Il logo di Videomusic fece una breve riapparizione sugli schermi dalla mezzanotte del 16 al 22 aprile 2001 insieme a quello di TMC 2, nei giorni precedenti al debutto di MTV Italia sulle stesse frequenze, quando la programmazione era ormai tornata a essere costituita di sola musica non stop e da qualche breve notiziario.
Dal 1º maggio 2001 il nuovo acquirente utilizzò il canale esclusivamente per trasmettere MTV Italia, che era stata sfrattata sulle frequenze terrestri da Rete A, di fatto chiudendo anche l'esperienza di TMC 2. Sulle frequenze di Rete A nacque, nello stesso giorno, la versione italiana di VIVA, canale musicale tedesco.
MTV Italia divenne proprietaria di una parte dell'archivio di Videomusic e lo ritrasmise soprattutto sul canale MTV Classic.
Un gruppo di fan ed ex collaboratori di Videomusic ha realizzato poi un sito che ripropone materiale d'archivio tratto principalmente da VHS registrate dagli spettatori di tutta Italia. 
Il 29 agosto 2012, durante un incontro a Firenze, lo storico volto di Videomusic Clive Griffiths lanciò un appello per far risorgere l'emittente musicale. All'incontro parteciparono anche altri volti noti del canale come Mixo, Gianfranco Monti, Clare Ann Matz e Johnny Parker.
In seguito a questo incontro, nel 2016 il nuovo canale nazionale SOS Television propose L'archivio e i racconti dietro le quinte di Videomusic: durante il programma, assieme al logo del canale, era presente sullo schermo anche quello storico di Videomusic. Questa trasmissione durò fino a giugno 2017.
Il 1º luglio 2017 iniziarono le trasmissioni del canale Vuemme TV, fondato da Riccardo Lucchesi, che basa il suo palinsesto sui format dei vecchi programmi di Videomusic, oltre a mandare di nuovo in onda speciali, concerti e videoclip d'archivio.

#### Animazione
Sempre tramite l'acquisizione di Videomusic da parte di Vittorio Cecchi Gori nel 1995, sul canale venne dato spazio alla trasmissione anche di cartoni animati, la maggior parte dei quali erano anime classici degli anni '80. Trasmessi all'interno di un contenitore chiamato Cartoonia (ripreso anni dopo da TMC 2), questi vennero mandati in onda con nuove sigle TV, sostituendo quelle storiche originali per via del mancato pagamento dei relativi diritti d'autore. Esse sono state scritte nei testi da Fabrizio Berlincioni, composte nella musica da Silvio Amato, e interpretate singolarmente da membri del gruppo Cartoon Kids (a volte insieme a un coro di bambini). Alcuni dei titoli trasmessi furono: Blue Noah - Mare spaziale, Mademoiselle Anne, La spada di King Arthur, Le avventure di Huckleberry Finn e Sampei. Unico cartone occidentale trasmesso dall'emittente era The Karate Kid, già esordito in prima visione su TMC.
Infine, sempre quegli stessi cartoni, con le loro rispettive nuove sigle, venivano poi replicate dal 1996 su TMC all'interno di Zap Zap.

## Loghi

2 aprile 1984 - 11 ottobre 1993
11 ottobre 1993 - 1º giugno 1996